# هوندا فیت
هوندا فیت (Honda Fit) خودرویی است که از سال ۲۰۰۱ تاکنون در گوانگ‌ژو، آیوتایا، انگلستان، بریتانیا، اوتار پرادش، هند، تولید شده‌است.
این خودرو در کلاس خودرو کامپکت کوچک قرار گرفته، است.

## نگارخانه

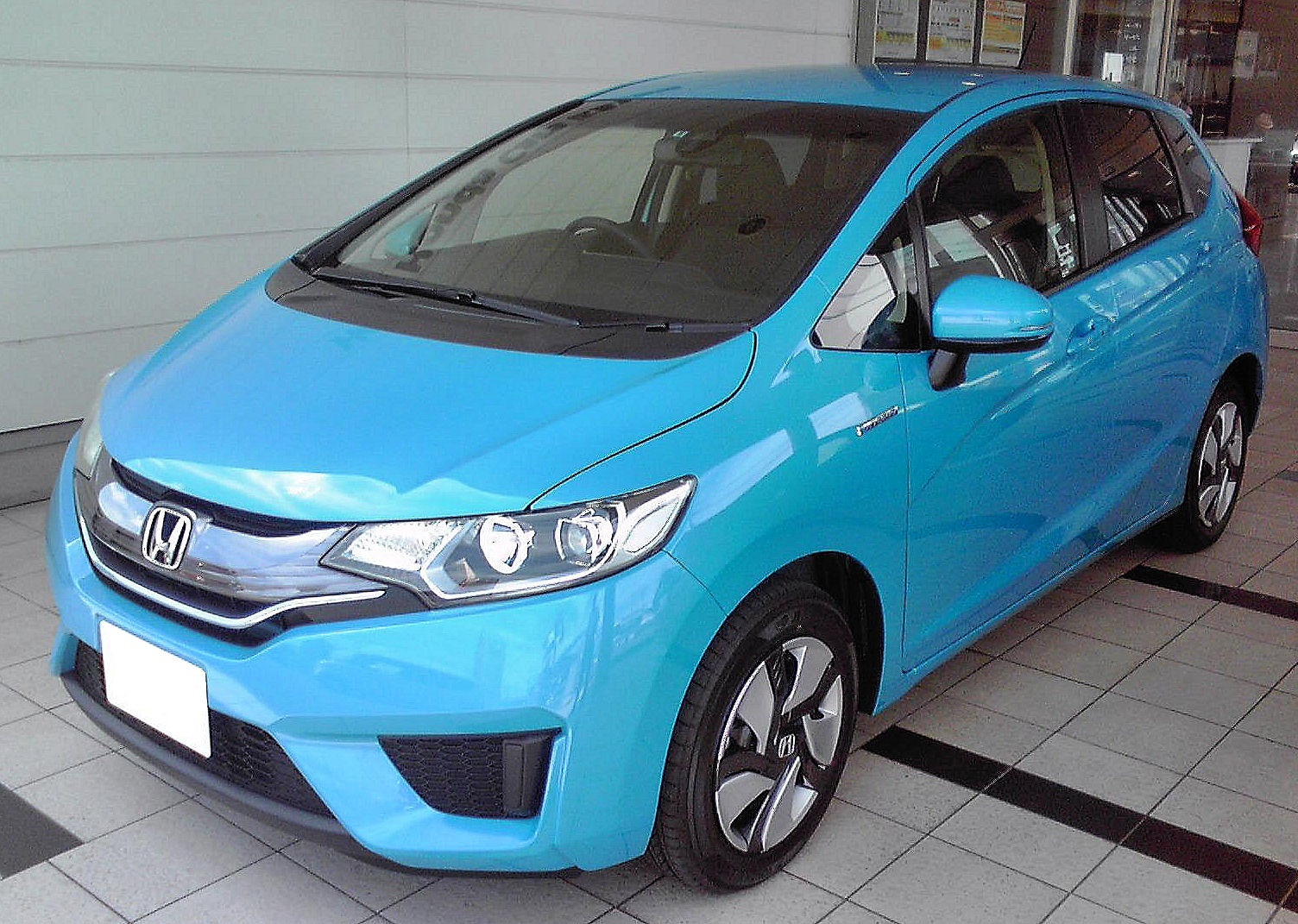
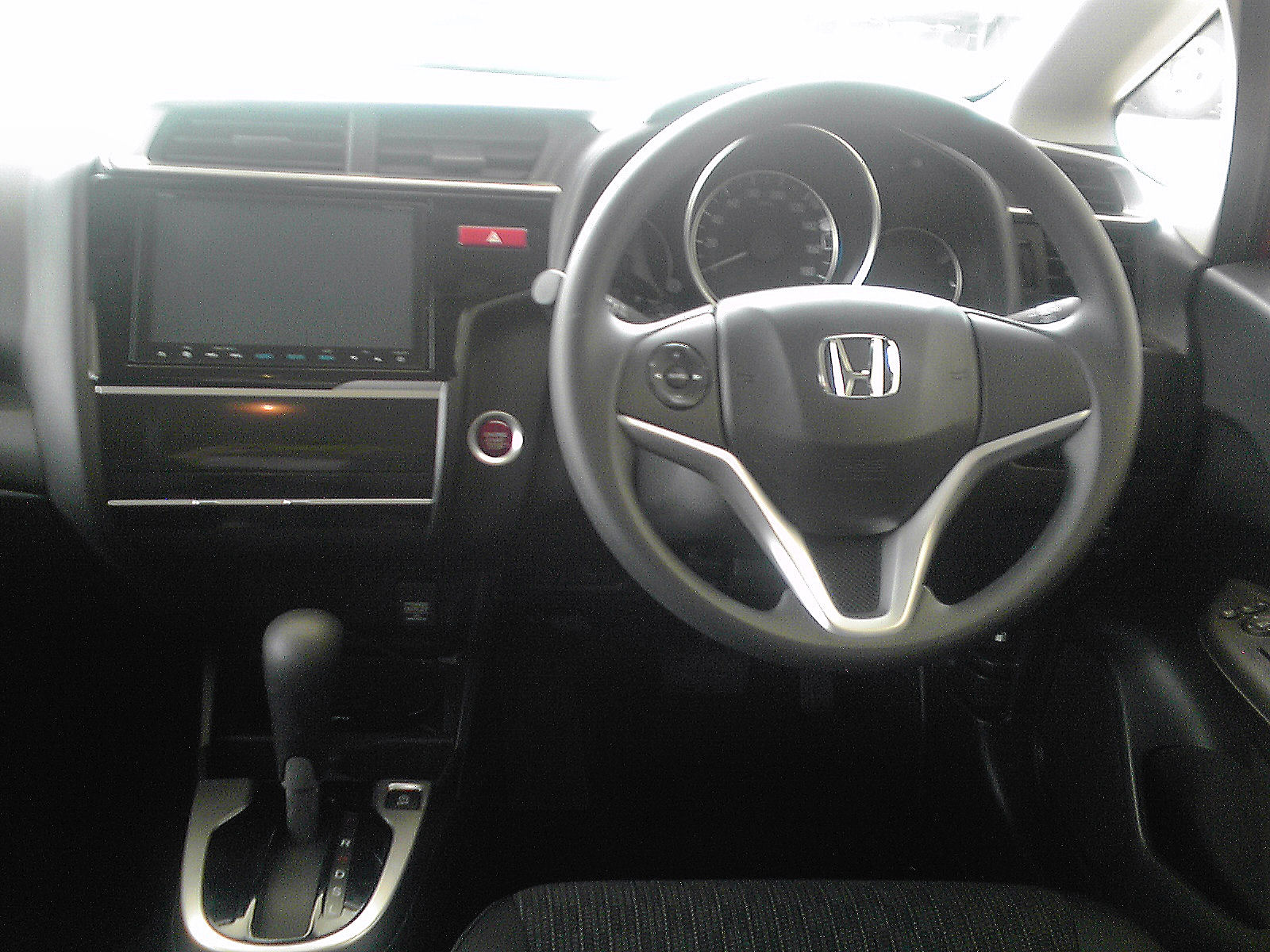